# Gif-sur-Yvette
Gif-sur-Yvette is een gemeente in het Franse departement Essonne (regio Île-de-France) en telt 21.364 inwoners (1999). De plaats maakt deel uit van het arrondissement Palaiseau.

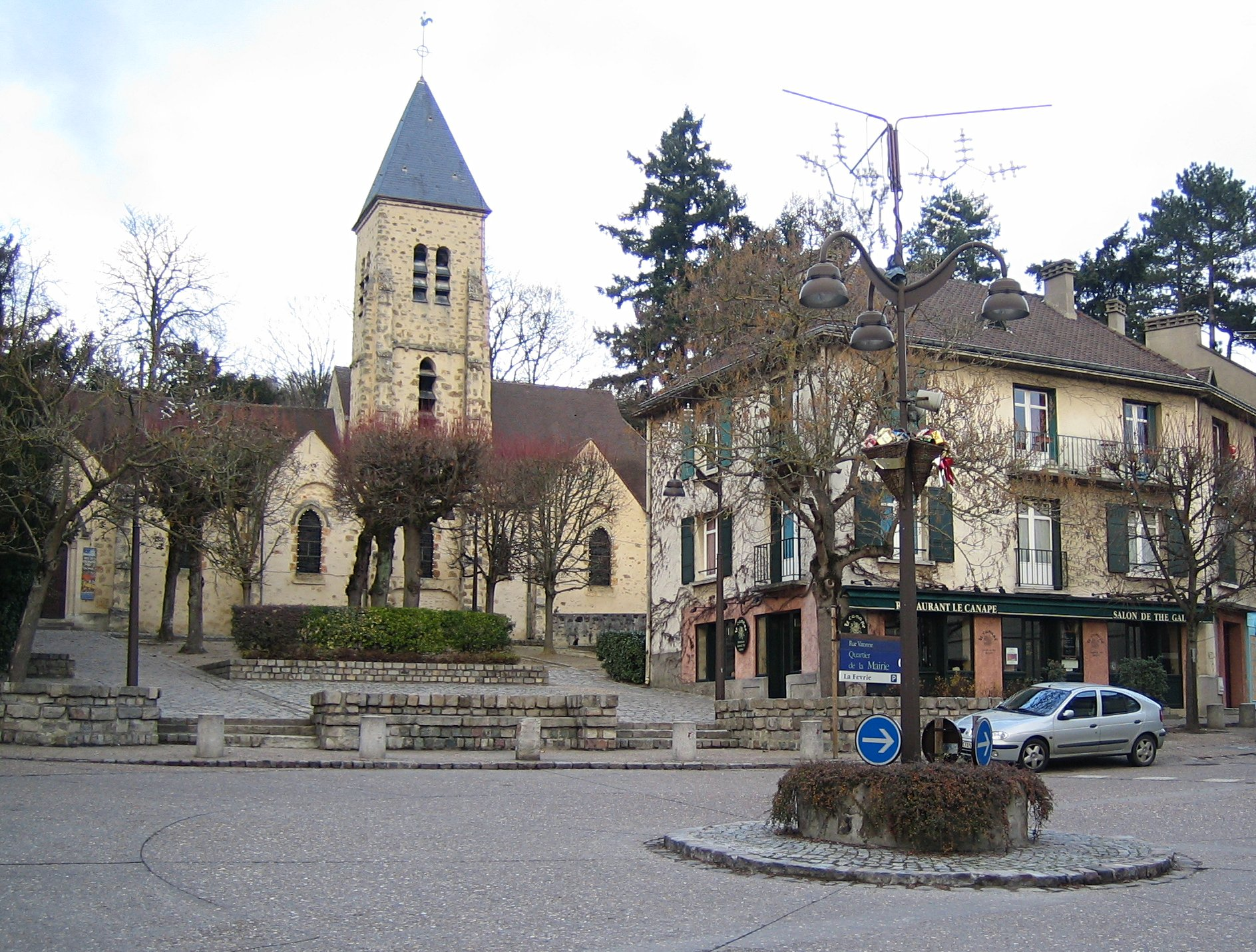
Gif-sur-Yvette

## Geografie
De oppervlakte van Gif-sur-Yvette bedraagt 11,6 km², de bevolkingsdichtheid is 1841,7 inwoners per km².
De onderstaande kaart toont de ligging van Gif-sur-Yvette met de belangrijkste infrastructuur en aangrenzende gemeenten.

## Demografie
Onderstaande figuur toont het verloop van het inwonertal (bron: INSEE-tellingen).

## Overleden
- Fernand Léger (1881-1955), Frans kunstschilder en beeldhouwer

## Onderwijs
- CentraleSupélec
- École Supérieure d'Électricité